# San Francisco 49ers 1990
La stagione 1990 dei San Francisco 49ers è stata la 41ª della franchigia nella National Football League. Partiti come favoriti per vincere il loro quinto Super Bowl, i Niners vinsero il quinto titolo di division consecutivo ma furono eliminati nella finale della NFC dai New York Giants. Tra il 1988 e il 1990, la squadra fece registrare un record NFL con 18 vittorie in trasferta consecutive. Joe Montana venne premiato per la seconda stagione consecutiva come MVP della NFL, mentre Jerry Rice divenne il quarto ricevitore della storia a totalizzare almeno 100 ricezioni in una stagione. A fine anno, Roger Craig e Ronnie Lott, due colonne della squadra nell'ultimo decennio, lasciarono i Niners, firmando come free agent coi Los Angeles Raiders.

## Partite

### Stagione regolare
| Turno | Data              | Avversario            | Risultato     | Pubblico |
| ----- | ----------------- | --------------------- | ------------- | -------- |
| 1     | 10/9/1990 (Lun.)  | at New Orleans Saints | V 13–12       | 68,629   |
| 2     | 16/9/1990         | Washington Redskins   | V 26–13       | 64,287   |
| 3     | 23/9/1990         | Atlanta Falcons       | V 19–13       | 62,858   |
| 4     |                   | Settimana di pausa    |               |          |
| 5     | 7/10/1990         | at Houston Oilers     | V 24–21       | 59,931   |
| 6     | 14/10/1990        | at Atlanta Falcons    | V 45–35       | 57,921   |
| 7     | 21/10/1990        | Pittsburgh Steelers   | V 27–7        | 64,301   |
| 8     | 28/10/1990        | Cleveland Browns      | V 20–17       | 63,672   |
| 9     | 4/11/1990         | at Green Bay Packers  | V 24–20       | 58,835   |
| 10    | 11/11/1990        | at Dallas Cowboys     | V 24–6        | 62,966   |
| 11    | 18/11/1990        | Tampa Bay Buccaneers  | V 31–7        | 62,221   |
| 12    | 25/11/1990        | Los Angeles Rams      | S 17–28       | 62,633   |
| 13    | 3/12/1990 (Lun.)  | New York Giants       | V 7–3         | 66,092   |
| 14    | 9/12/1990         | at Cincinnati Bengals | V 20–17 (DTS) | 60,084   |
| 15    | 17/12/1990 (Lun.) | at Los Angeles Rams   | V 26–10       | 65,619   |
| 16    | 23/12/1990        | New Orleans Saints    | S 10–13       | 60,112   |
| 17    | 30/12/1990        | at Minnesota Vikings  | V 20–17       | 51,590   |

### Playoff
| Turno            | Data      | Avversario              | Risultato |
| ---------------- | --------- | ----------------------- | --------- |
| Divisional       | 12/1/1991 | vs. Washington Redskins | V 28-10   |
| NFC Championship | 20/1/1991 | vs. New York Giants     | S 13-15   |

## Premi
- Joe Montana:

MVP della NFL